# Xenotoca eiseni
Espèce
Xenotoca eiseni est un poisson de la famille des Goodeidés. Originaire du Mexique, c'est une espèce qui peut aussi être élevée en aquarium.
Ce poisson a été décrit pour la première fois par Rutter en 1896.  Il l’avait baptisé « Characodon eiseni » en l’honneur du géologue nommé Gustave Eisen.

## Description de l'espèce

### Morphologie
Xenotoca eiseni est robuste et massif. Ses contours angulaires lui donnent une forme particulière, presque rectangulaire. Sa tête est pointue et terminée par une toute petite bouche. Les nageoires dorsale et anale de ce poisson sont situées loin de la tête. Toutes ces caractéristiques lui donnent une silhouette plutôt étrange au premier coup d’œil.
Comme chez la plupart des poissons, le mâle Xenotoca eiseni est beaucoup plus coloré que la femelle. Il présente une nageoire caudale orange et la partie postérieure de son corps est bleu acier. Parfois, il aura les flancs jaune doré. En plus d’être coloré, le mâle se différencie de la femelle par son andropode qui est en fait une nageoire anale modifiée qui sert à la reproduction.
La femelle est plus grosse (7-8 cm) que le mâle (5-6 cm) et plus trapue. Elle a un très gros ventre juste avant l’accouchement.  Elle ne présente pas les couleurs du mâle, elle est entièrement jaune beige.

## Reproduction
Avant l’accouplement, le mâle déploie ses nageoires devant la femelle qui se met à trembler en guise de réponse positive.
Xenotoca eiseni est une espèce vivipare. Le mâle a un organe sexuel appelé andropode qui sert à la fertilisation interne. L’andropode est l’équivalent du gonopode chez les Poeciliidae. La nageoire anale des Goodéidés est séparée en deux. Les alevins se développent dans la cavité ovarienne de la femelle. Elle doit être fécondée à chaque portée, contrairement aux autres espèces ovovivipares (comme les guppys) qui peuvent avoir plus d’une portée par fécondation.
Xenotoca eiseni est un poisson matrotrophique. Ceci signifie que ses embryons se nourrissent d’éléments nutritifs provenant directement de la mère. Chez les poissons matrotrophiques, tous les échanges mère-embryons passent par l’embryotrophe. L’embryotrophe est un liquide très visqueux contenant beaucoup d’éléments nutritifs qui remplit la cavité ovarienne chez la femelle.
Pendant la gestation, qui dure environ 60 jours, les embryons baignent dans l’embryotrophe. Ils y puisent les éléments nutritifs dont ils ont besoin pour se développer et ils y rejettent des déchets métaboliques. Les trophotaeniae sont des prolongements de l’intestin qui se situent à la base de l’anus des alevins. Ils servent aux échanges entre la mère et ses embryons pendant la gestation. On peut comparer ces trophotaeniae au cordon ombilical des mammifères. Deux ou trois jours après la naissance, ces structures disparaissent.
Lors de la mise bas, les petits naissent la queue en premier, le ventre vers le haut. Ils sont déjà robustes et vont commencer à manger peu de temps après leur naissance. Leur petite queue présente déjà une coloration jaune, mâle et femelle compris. Certaines références indiquent qu’une ponte peut contenir jusqu’à 60 petits. Les parents mangent très rarement leurs petits. Un peu de mousse de Java dans un coin de l’aquarium permettra aux jeunes de se cacher pendant les premières heures de leur vie.
Les mâles peuvent être différenciés à partir de l’âge de 2 mois. Ils n’ont pas leur belle coloration mais leur nageoire anale se modifie en andropode. En les regardant de près, il est possible de les sexer.
L’espérance de vie de ce Goodéidé est d’environ 5 ans. Il semble qu’il atteigne sa maturité sexuelle vers l’âge de 2 ans.

### Habitat d'origine
Xenotoca eiseni est une espèce de Goodéidés que l’on retrouve au Mexique, dans les rio San Leonel, rio Tamazula et rio Grande de Santiago. Ces rivières se situent sur la côte sud-ouest du plateau central mexicain. Il habite autant les rivières limpides à fort débit d’eau que les fossés stagnants au bord de la route.

## Maintenance en captivité
| Origine         |             | Eau           |        |
| Dureté de l'eau | 15 à 20 °GH | pH            | 6 à 8  |
| Température     | 24 à 28 °C  | Volume mini.  | 70 l   |
| Alimentation    | Omnivore    | Taille adulte | 5 à 8  |
| Reproduction    | Ovovivipare | Zone occupée  |        |
| Sociabilité     | Paisible    | Difficulté    | Facile |

Ce poisson est assez tolérant face aux conditions de l’eau. Par contre, les paramètres optimaux pour le rendre heureux sont une eau moyennement dure, entre 15 et 20 dGH, un pH se situant entre 6 et 8 et une température variant entre 15 et 32 °C. Pour arriver à ces conditions, on peut utiliser tout simplement l’eau du robinet à laquelle on ajoute environ 1 cuiller à table de sel d’Epsom par gallon (le sel d’Epsom sert à durcir l’eau et aide à garder de belles plantes en santé).
Xenotoca eiseni n’est pas non plus capricieux quand vient le temps de manger. Il mange de tout et de bon cœur. Cet omnivore se nourrit d’algues, de flocons, de nourriture vivante et congelée, en fait, il acceptera presque tout ce qu'on lui donne. Il est recommandé de bien les nourrir avant et pendant la reproduction pour avoir des pontes qui sont abondantes et en bonne santé. On peut donner aux alevins des flocons émiettés peu de temps après la naissance.
Xenotoca eiseni est un poisson relativement paisible. Il lui arrive tout de même de manger les nageoires des autres poissons qui partagent son aquarium : il peut être conseillé donc de le faire cohabiter avec des espèces robustes, à petites nageoires. Il se peut qu’il se décide à manger les plantes de l’aquarium. Xenotoca eiseni se trouvera à l’aise dans un bac bien planté de plantes robustes, avec des cachettes, d’au moins 70 l. Certains auteurs affirment qu’un bac trop petit rendrait le poisson plus agressif. Comme il est un bon mangeur, il est important d’avoir un bon système de filtration et de changer l’eau régulièrement.
Xenotoca eiseni est un très bon Goodéidé pour s’initier à l’élevage de cette famille d’ovovivipares. Il est facile à garder, peu capricieux et ses alevins sont robustes et faciles à nourrir.